# نسیم عیار
نسیم عیار فیلمی به کارگردانی اسماعیل کوشان و نویسندگی عبدالحسین تهامی محصول سال ۱۳۴۶ است.

## خلاصه داستان
در دوران صفویه و عصر «شاه عباس اول»، گروهی موسوم به عیاران وجود داشتند که کارشان اغتشاش در کشور دشمن بود...

## بازیگران
- همایون
- شیدا
- جواد قائم مقامی
- علی تابش
- منصور متین
- علی زندی
- اکبر خواجوی
- جمیله
- رضا عبدی